# Kim Ryun-do
Đây là một tên người Triều Tiên, họ là Joo.
Kim Ryun-do (tiếng Hàn: 김륜도; sinh ngày 9 tháng 7 năm 1991) là một cầu thủ bóng đá Hàn Quốc thi đấu ở vị trí tiền đạo cho Asan Mugunghwa ở K League 2.

## Sự nghiệp
Anh được lựa chọn bởi Bucheon FC 1995 ở đợt tuyển quân K League 2014.